# روزهای خوش
روزهای خوش (انگلیسی: Happy Days) سیتکام آمریکایی است که نخستین بار از ای‌بی‌سی در ۱۵ ژانویه ۱۹۷۴ پخش شد.
پخش این مجموعه که شامل ۲۵۵ قسمت نیم‌ساعته در ۱۱ فصل است تا ۲۴ سپتامبر ۱۹۸۴ ادامه داشت. از جمله بازیگران آن می‌توان به ران هاوارد، ماریون روس، آنسن ویلیامز و لیندا پورل اشاره کرد.